# (1699) Honkasalo
(1699) Honkasalo – planetoida z pasa głównego asteroid okrążająca Słońce w ciągu 3 lat i 106 dni w średniej odległości 2,21 au. Została odkryta 26 sierpnia 1941 roku w Obserwatorium Iso-Heikkilä w Turku przez Yrjö Väisälä. Nazwa planetoidy pochodzi od Tauno Bruno Honkasalo (1912–1975), fińskiego matematyka, ucznia Yrjö Väisälä. Przed nadaniem nazwy planetoida nosiła oznaczenie tymczasowe (1699) 1941 QD.